# هباله (یمن)
 هباله  به عربی ( الهبالة  )، روستایی است در عزلهٔ (الطرف الیمانی)، در ناحیهٔ (بیت الفقیه)، از توابع استان شبوه در کشور یمن در شبه جزیره عربستان. 
جمعیت آن ۱۰۲ نفر (۸ خانوار) می‌باشد.